# إيفا كاسيدي
إيفا ماري كاسيدي (بالإنجليزية: Eva Cassidy)‏ مطربة وعازفة جيتار أمريكية (2 نوفمبر 1996 2 فبراير 1963)عزفت موسيقى الجاز، البلوز، الشعبي، غوسبل، الريفي، الروك، والبوب الكلاسيكية. في عام 1992، أطلق أول ألبومها، على الجانب الآخر، بلإضافة إلى مجموعة من الثنائيات الموسيقية لموسيقى الغو غو (Go-go) مع المطرب الأمريكي وعازف الغيتار موسيقي تشاك براون، يليه ألبوم منفرد عام 1996 بعنوان لايف في زقاق البلوز. بالرغم من ان ايفا كانت قد كرمت من قبل جمعية واشنطن الموسيقية، كانت غير معروفة تقريبا خارج مسقط رأسها بالعاصمة واشنطن، الا حين انتشرت موسيقاها في المملكة المتحدة.و توفيت بسبب اصابتها بمرض سرطان الجلد في عام 1996.

## مسيرتها الفنية
تصدر ألبوم المطربة الاميركية الراحلة ايفا كاسيدي «الطائر المغرد» قوائم الغناء البريطانية ليحقق شهرة كبيرة بعد خمس سنوات من رحيلها دون ان يشعر بها أحد. فطوال حياتها الفنية فشلت كاسيدي، في الحصول على أي عقد لتسجيل اغنيات، لكن اداءها الرائع لأغنية بعنوان «فوق قوس قزح» لفت الانتباه اليها في بريطانيا منذ ان اذاعتها محطة اذاعية مطلع هذا العام.وقالت هيئة الإذاعة البريطانية ان محطتها الإذاعية رقم 2 تلقت مئات من المكالمات من مستمعين يودون معرفة المزيد عن هذه المغنية ذات الصوت الجميل.
وكان البوم «الطائر المغرد»، وهو عبارة عن تجميع لأغنيات كاسيدي على اسطونة مدمجة قد دخل إلى قوائم الغناء البريطانية الشهر الماضي وحقق مبيعات قياسية واحتل المركز الأول أول من أمس.
تميزت ايفا في موسيقى البلوز والجاز ورفضت الكثير من عروض شركات التوزيع لأنهم أرادوا حصرها في اتجاه موسيقي واحد، وهي رأت أن روحها أكثر حرية من أن تنحصر في اتجاه واحد..ولعل رفضها هذا هو ما لم يعطها حقها من الشهرة خارج واشنطن.
كان آخر البوم لها سجلته هو يعيش في زقاق البلوز، لم يعجب ايفا ادائها في الألبوم لأنها اصيبت ببرد ليلة التسجيل. , ايفا بدأت بعدها في تسجيل البوم آخر ولكنه لم يطرح في الأسواق إلا بعد وفاتها.

## المرض والوفاة
في إحدى حفلاتها الترويجية لألبوم يعيش في زقاق البلوز Live at Blues Alley أحست إيفا بوجع في فخذها، ظنت انه تصلب اصابها بسبب وقفتها لدهان إحدى الجداريات..تجاهلت الألم ولكنه لم يتجاهلها.. بعد بضعة أسابيع تم تشخيص ايفا بالميلانوما، وبعدها تدهورت صحتها بسرعة..
في آخر حفلة لها على المسرح، بعد أن صعدت إلى المسرح باستخدام “عكازة” , جلست وأمسكت بالجيتار لتعزف وتغني لآخر مرة أمام محبيها وأصدقائها. وغنت أغنية لويس ارمسترونج الشهيرة (يا له من عالم رائع- what a wonderful world).

## وصلات خارجية
- إيفا كاسيدي على موقع IMDb (الإنجليزية)
- إيفا كاسيدي على موقع ميوزك برينز (الإنجليزية)
- إيفا كاسيدي على موقع إن إن دي بي (الإنجليزية)
- إيفا كاسيدي على موقع أول ميوزيك (الإنجليزية)
- إيفا كاسيدي على موقع ديسكوغز (الإنجليزية)
- إيفا كاسيدي على موقع قاعدة بيانات الفيلم (الإنجليزية)
- Official website, maintained by her cousin, Laura Claire Bligh
- Eva Cassidy Artwork, maintained by her sisters, Anette Cassidy and Margret Cassidy Robinson
- Evasongs recordings information
- Eva Cassidy at the أول ميوزيك
- Eva Cassidy on ABC Nightline
- Eva Cassidy Feature on ABC Nightline
- Eva Cassidy: Songbird: Her Story by Those Who Knew Her at كتب جوجل
- Over the Rainbow على يوتيوب – Eva plays live, recorded on friend Bryan McCulley's video camera — became the most requested video ever shown on Top Of The Pops 2.
- Tears in Heaven على يوتيوب – ماري آن ريدموند & Eva Cassidy singing إريك كلابتون's "دموع في الجنة" – From a 1995 performance at Fleetwood's in Alexandria, VA.
- Website Eva Cassidy Biography